# つくばみらい市立伊奈中学校
つくばみらい市立伊奈中学校（つくばみらいしりつ いなちゅうがっこう）は、茨城県つくばみらい市野深に所在する市立中学校。
近隣は田園風景が広がっており校舎とグラウンドは市内を流れる中通川を境に離れている。
校舎は緑と白を基調とした色で構成されている（2016年度の大規模な塗装工事を実施した際に現在のカラーリングに）

## 沿革
- 1970年 - 板橋中学校を谷原中学校と統合し、つくばみらい市立伊奈中学校創立。
- 2006年12月 - 伊奈中学校ブログの開始。
- 2017年 - 校舎の塗装工事が行われる。
- 2018年 - 旧中学校橋老朽化のため撤去。
- 2019年 - 新中学校橋開通。
- 2020年 - 開校50周年を迎える。
- 2023年 - 体育館の光源がLED光源へと移行。

## 教育目標
『正しく、つよく、美しく』

## 学区
小張、谷口、奉社、市野深、新戸、小島新田、善助新田、豊体、青古新田、青木、長渡呂、長渡呂新田、狸渕、弥柳、福田、市野深（一部）谷井田、山谷、上平柳、中平柳、下平柳、下島、伊丹、神住新田、山王新田、中島、上島、福原、陽光台、紫峰ヶ丘1・4・5丁目